# Виру-Нигула
Ви́ру-Ни́гула (эст. Viru-Nigula) — посёлок в волости Виру-Нигула уезда Ляэне-Вирумаа, Эстония. До ноября 2017 года являлся административным центром одноимённой волости.

## География и описание
Расположен в 2 километрах к северо-западу от шоссе Таллин—Нарва у дороги Кунда теэ (Kunda tee). Расстояние до уездного центра — города Раквере — около 20 километров. Высота над уровнем моря — 55 метров.
Климат умеренный. Официальный язык — эстонский. Почтовый индекс — 44001.

## Население
По данным переписи населения 2021 года, в Виру-Нигула насчитывалось 289 жителей, из низ 270 (93,4 %) — эстонцы.
По данным переписи населения 2011 года, в посёлке проживали 319 человек, из них 301 (94,4 %) — эстонцы.
Численность населения посёлка Виру-Нигула по данным Департамента статистики:
| Год  | 2000 | 2011  | 2014  | 2017  | 2018  | 2019  | 2020  | 2021  |
| ---- | ---- | ----- | ----- | ----- | ----- | ----- | ----- | ----- |
| Чел. | 381  | ↘ 319 | ↘ 311 | ↘ 302 | ↗ 306 | ↘ 291 | ↘ 289 | → 289 |

## История
Посёлок получил своё название по имени церкви. На его месте была древняя деревня, упомянутая в Датской поземельной книге 1241 года как Akedolæ.
На военно-топографических картах Российской империи (1846–1867 годы), в состав которой входила Эстляндская губерния, обозначены пасторат Магольм (Паст. Магольм) и церковь Никула (Никула кирикъ).
В 1977–2008 годах Виру-Нигула имел официальный статус деревни.

## Инфраструктура
В посёлке есть детский сад, народный дом, спортхолл, стадион, продовольственный магазин, библиотека и аптека. Спортивные дисциплины в спортхолле и на стадионе: аэробика, групповые тренировки, тяжёлая атлетика, новус, баскетбол, настольный теннис, бадминтон, волейбол, футбол.
В помещениях пастората Виру-Нигула размещается Краеведческий музей (Музей местной истории Виру-Нигула, Rataskaevu 1, Viru-Nigula alevik). Музей рассказывает о жизни и творчестве эстонского просветителя и языковеда Отто Мазинга, о культурной и церковной жизни Виру-Нигула.
Ученики Виру-Нигула и его окрестностей посещают основную школу в деревне Васта (полтора километра к северу от посёлка).
В посёлке 7 многоквартирных домов и частные жилые дома.

## Памятники культуры
В Государственный регистр памятников культуры Эстонии внесены 13 объектов, находящихся на территории посёлка Виру-Нигула:
- церковь Виру-Нигула. Освящена именем покровителя мореплавателей — Святого Николая.

Согласно последним исследованиям, церковь была заложена в XIII веке и после этого многократно перестраивалась. После разрухи, вызванной Второй мировой войной, церковь была восстановлена в 1952 году. Её изначально низкая башня получила свою нынешнюю высоту в 1755 году (высота каменной части — 26,5 метра). Это самая древняя из сохранившихся в Вирумаа каменных церквей. При инспектировании 30.05.2019 находилась в плохом состоянии. Как памятники искусства под охраной государства находятся алтарная картина Пауля Рауда (Paul Raud) «Голгофа» и серебряная чаша для причащения (17-е столетие);
- церковное кладбище Виру-Нигула, на котором находится братская могила погибших во Второй мировой войне, а также сохранились старинные каменные «кресты в круге», на которых различимы даты 1629, 1675 и 1691[9][23];
- церковный сад[24] и его ограда[25];
- памятник погибшим в Эстонской освободительной войне.

Выполнил скульптор Август Вомм по собственному эскизу. Открыт в 1936 году, разрушен в сентябре 1940 года (основание взорвано, скульптуру удалось спасти); заново открыт 9 августа 1942 года. Повторно памятник был уничтожен осенью 1944 года, восстановлен в 1990 году. Копию фигуры солдата смоделировал ученик Аугуста Вомма Матти Варик (Matti Varik);
- 8 объектов церковной мызы Виру-Нигула (пастората Магольм):

главное здание пастората, парк, дом пастора, колодец, дом конфирмации, каретник, хлев, мост.

## Достопримечательности
Представляют интерес развалины часовни Маарья, находящиеся в полукилометре к востоку от Виру-Нигула. В средние века эта часовня была широко известна как центр паломничества. Предполагается, что она построена в XIII веке на месте, где 18 февраля 1268 года произошло большое сражение между русскими войсками с одной стороны и датскими и немецкими войсками с другой стороны. Согласно народным традициям, часовня связана с различными суевериями и легендами.
За оградой церкви Виру-Нигула установлен памятный камень в честь Конгла Анны, которая жила в приходе Маху (так в древности назывался приход Виру-Нигула). Владелец мызы Пада Герман Беллингсгаузен (Hermann Bellingshausen) пожаловался губернатору, что Анн, чья дочь была кормилицей его ребёнка, своим колдовством вызвала смерть младенца. Вечером Анн посетила свою дочь в детской горнице, ночью ребёнок заболел и утром умер. На суде Анн призналась, что после ухода от дочери она вернулась в горницу в виде собаки-невидимки и заразила младенца смертельной болезнью, трижды коснувшись его лапой. Анн также заявила, что она была оборотнем. Кроме того, Анн рассказала, что участвовала в поджоге мызы Варуди, обернувшись огненным смерчем. Анн была обвинена в колдовстве и сожжена на костре в 1640 году. Среди прочих свидетелей, подписавших протокол, был священник и приходской учитель, магистр Элиас Грензиус. Памятник, который местные жители называют Ведьминым камнем, был установлен при сотрудничестве Общества защиты культурного наследия Виру-Нигула, членов Партии Зелёных, неоязыческого общества «Таарауск», колхоза «Виру-Нигула» и Народного дома в 1990 году, спустя 350 лет со дня казни Анн Конгла.

## Известные личности
- В Виру-Нигула вырос эстонский писатель немецкого происхождения Фридрих Густав Арвелиус (1753—1806).
- В 1795—1815 годах пастором прихода Виру-Нигула был эстонский просветитель и языковед Отто Мазинг (1763—1832).
- В 1928 году недалеко от Виру-Нигула родился солист Национальной оперы «Эстония» Уно Креэн[эст.][9].

## Галерея

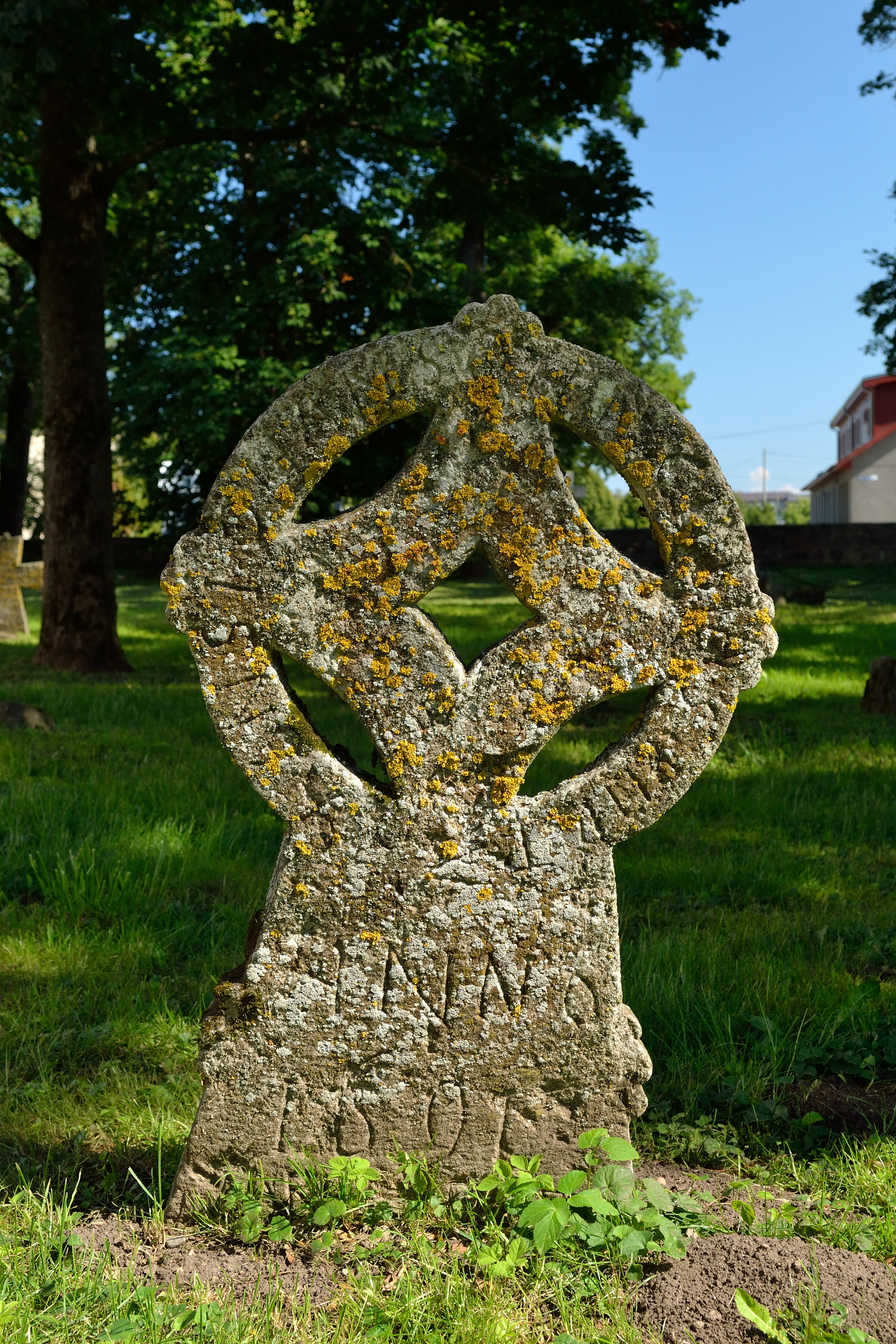
Крест на кладбище Виру-Нигула
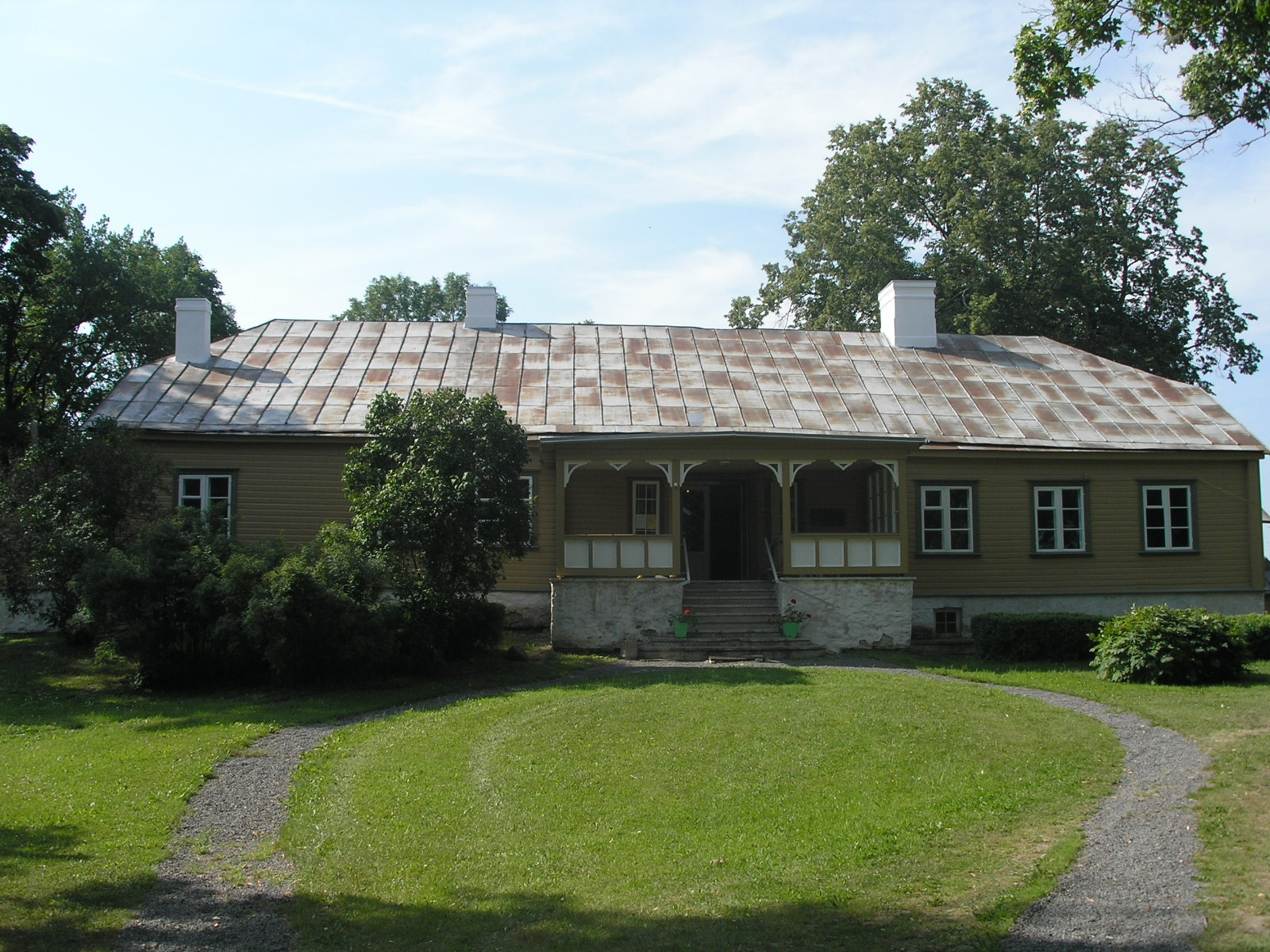
Пасторат Виру-Нигула
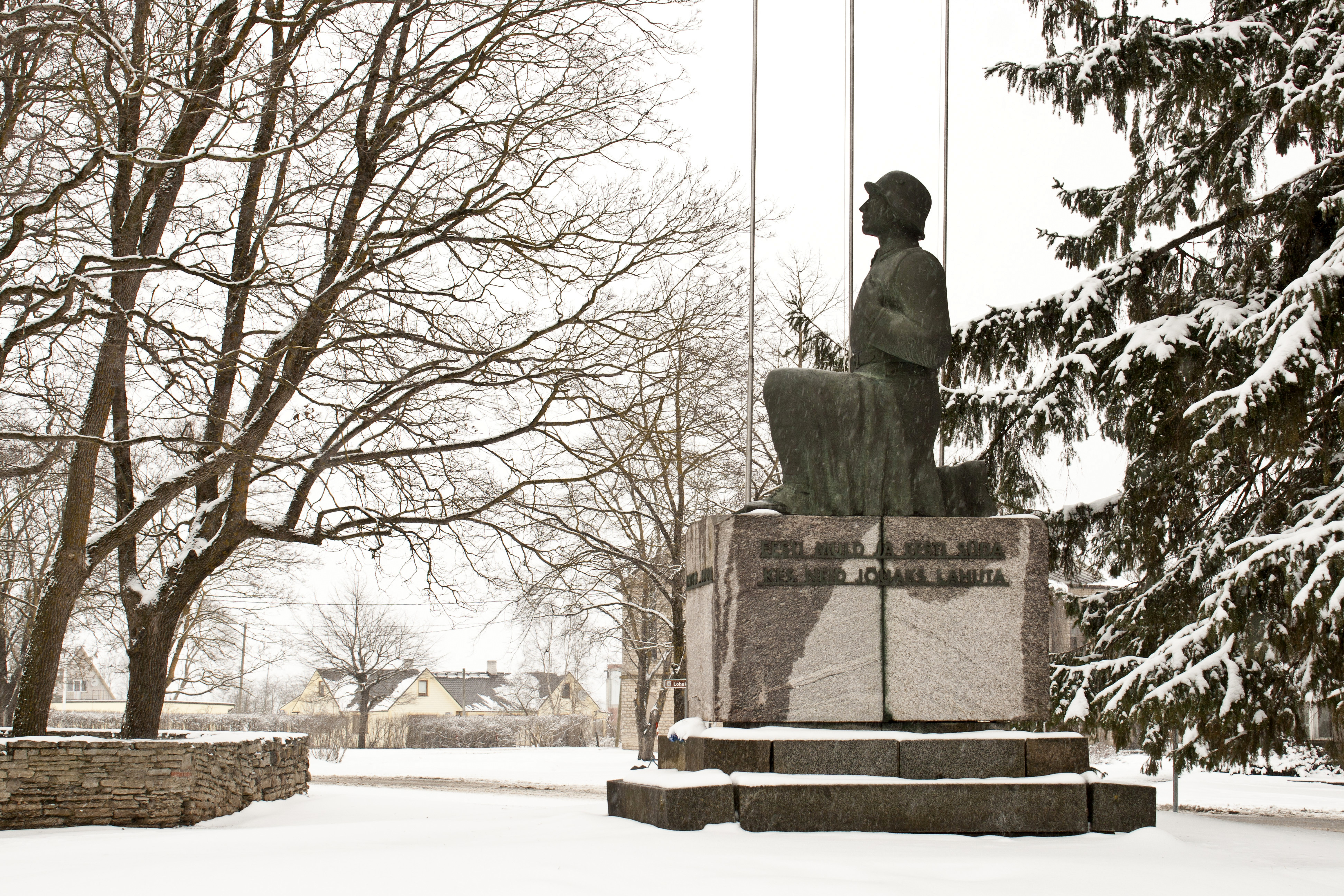
Памятник погибшим в Эстонской освободительной войне
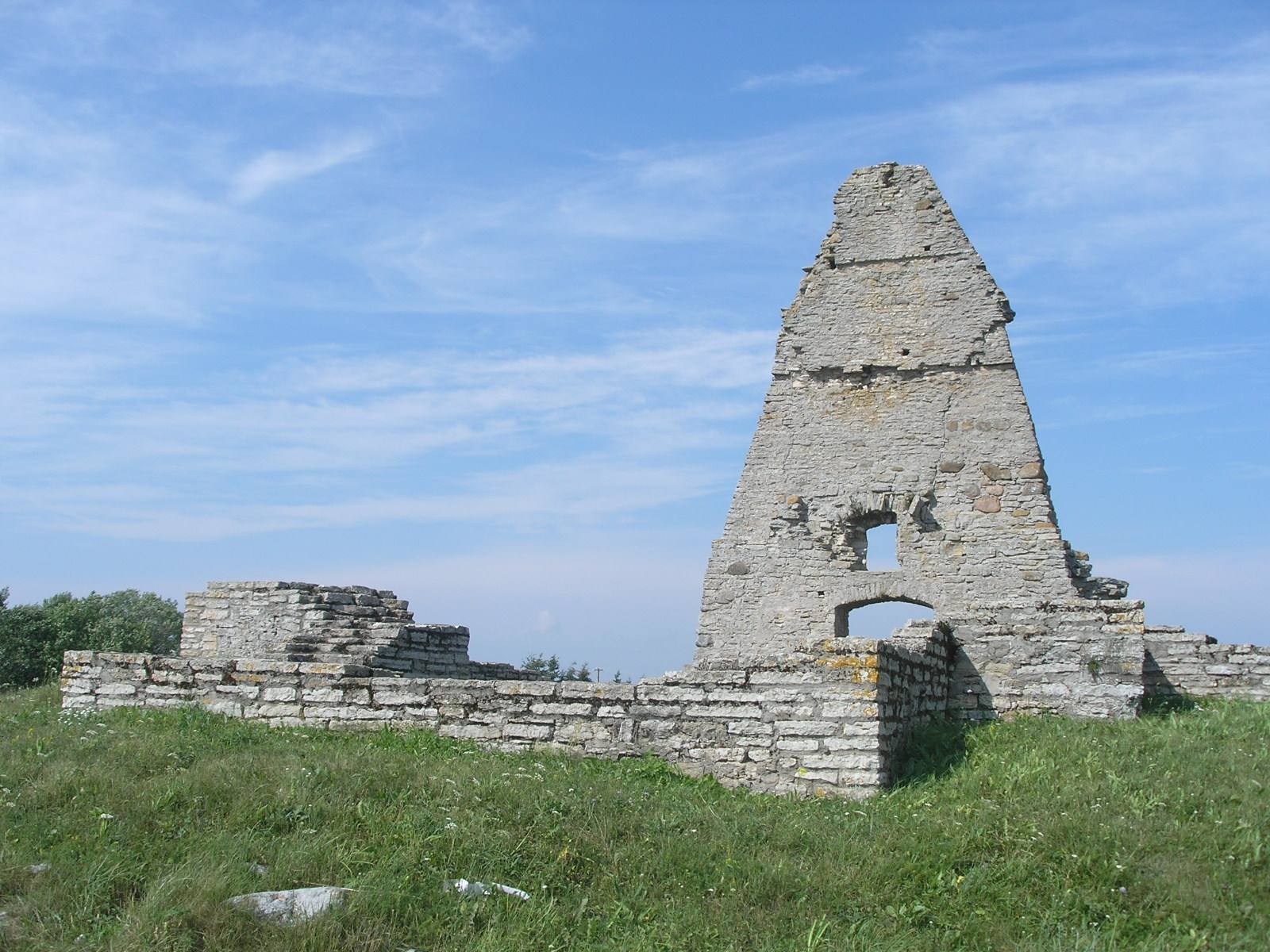
Руины часовни Маарья, лето 2011 года

## Комментарии
1. ↑  Эстонские топонимы, оканчивающиеся на -а, не склоняются и не имеют женского рода (исключение — Нарва)[6].